# Mit den besten Absichten
Mit den besten Absichten ist eine amerikanische Filmkomödie von Malcolm Mowbray aus dem Jahr 1990. Das Drehbuch schrieb Sarah Bird nach ihrem Roman The Boyfriend School.

## Handlung
Der Cartoonist Gus Kubicek erholt sich von einer Behandlung des Hodgkin-Lymphoms. Durch Strahlen- und Chemotherapie blass, aufgedunsen und kahlköpfig, lebt er mit seinem Jack Russell Terrier in selbst gewählter Einsiedelei. Seine Schwester Lizzie Potts schreibt sehr erfolgreich schwülstige Liebesromane unter dem Pseudonym Viveca Lamoureux und sorgt sich um das Liebesleben ihres jüngeren Bruders. Sie versucht ihn mit der Journalistin Emily Pear zusammenzubringen. Das erste von ihr arrangierte Date der beiden endet jedoch desaströs: Gus verliebt sich in Emily und blamiert sich gleichzeitig bis auf die Knochen. Emily erfindet in der Folge skurrile Ausreden, um einem Treffen mit Gus aus dem Weg zu gehen. Verzweifelt geht er daher auf Lizzies Vorschlag ein, ihn in einen von ihren Romanhelden zu verwandeln, um seine Traumfrau zu erobern. Durch ihr Spezialtraining wird er zu Lobo Marunga, einem braungebrannten, muskulösen, langhaarigen Biker aus Neuseeland mit vermeintlich passendem Akzent. Mehr durch Zufall gelingt es Gus in seiner neuen Rolle, Emily vor einem Tankstellenüberfall zu retten. Sie ist fasziniert von dem mysteriösen Fremden. Nach einigen Treffen plagen Gus Gewissensbisse und er will Emily seine wahre Identität enthüllen, doch sie möchte trotz ihrer Zweifel die Nacht mit Lobo verbringen. Am Morgen danach offenbart sich Gus ihr gegenüber. Emily ist außer sich und wirft ihn aus dem Haus. Da bei der Auseinandersetzung auch Lizzies Name fällt und Emily die Hintergründe begreift, beschwert sie sich später bei Lizzie, die, wiederum durch geschickte Manipulation, dafür sorgt, dass Emily Gus ihre Liebe gesteht und beide zueinander finden.

## Hintergrund
Der Film nahm insgesamt 1.171.762 US-Dollar in den USA ein. Produziert wurde er von Hemdale Film und Sovereign Pictures.
Der Kinostart der deutschen Kinos war am 15. November 1990.

## Kritik
Das Lexikon des internationalen Films bezeichnete den Film als „[l]eichtgewichtig-nette Komödie ohne Realitätsnähe“, die „allenfalls durch den brillanten Hauptdarsteller für sich“ einnehme.